# Orologio regolatore

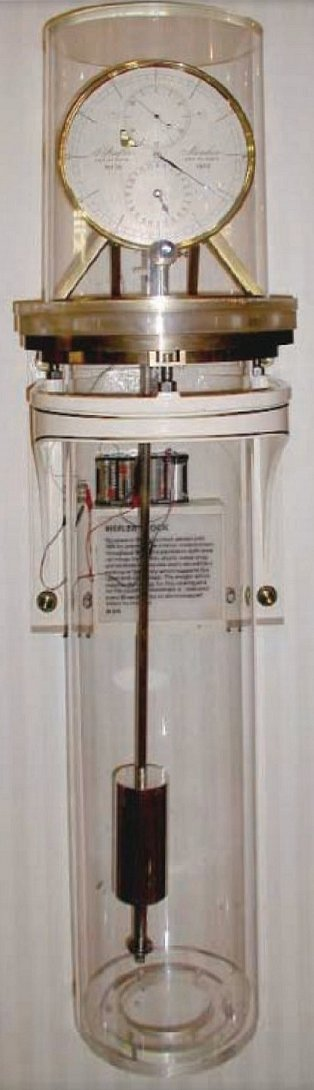
Regolatore a tre quadranti della Clemens Riefler, conservato al museo del NIST di Gaithersburg

Il regolatore è un orologio che indica l'orario attraverso due quadranti distinti rispettivamente per ora e minuti. In alcuni casi si possono avere anche tre quadranti grazie all'aggiunta di quello dei secondi.
Nato come orologio da parete, ha successivamente avuto sviluppo anche sugli orologi da polso (vedi il primo regolatore Patek Philippe) e in qualche caso nei modelli da tasca (come il Breguet appartenuto a Elisa Bonaparte).
Nella maggior parte dei casi, nelle recenti produzioni, è accompagnato dal certificato di cronometro di precisione rilasciato dall'ente svizzero C.O.S.C. (Contrôle Officiel Suisse des Chronomètres), raramente abbinato alle serie limitate e numerate come ad esempio il Regulatéur Bulova 63F80. Non fanno parte di queste ultime categorie i regolatori delle case Louis Erard e Paul Picot.
Solitamente prodotti da marche di grande prestigio, sono ricercati dai collezionisti, e sono considerati "complicazioni" (meccanismi che contengono tecniche particolarmente complicate).
Proprio come l'orologio di precisione presente nelle sale di assemblaggio delle più antiche aziende di orologeria, il regolatore rappresenta il riferimento per la messa a punto e il controllo degli orologi di normale produzione.